# Селья
Селья (ісп. Cella) — муніципалітет в Іспанії, у складі автономної спільноти Арагон, у провінції Теруель. Населення — 2951 особа (2010).
Муніципалітет розташований на відстані близько 200 км на схід від Мадрида, 19 км на північний захід від міста Теруель.

## Демографія
Динаміка населення (INE ):